# Between the Tides
Between the Tides ist ein britischer Kurz-Dokumentarfilm von Ralph Keene aus dem Jahr 1959.

## Handlung
Der Film stellt das Leben von Tieren und Pflanzen an der britischen Westküste vor. Vor der Westküste befinden sich Felsen im Meer, die nicht nur für Urlauber attraktiv sind, sondern auch eine reiche Pflanzen- und Tierwelt beherbergen. Der Film zeigt Große Strandschnecken, Meeresschnecken und Napfschnecken sowie verschiedene Muscheln, Algen und Seeanemonen. Zudem sind Seesterne zu sehen, Krabben und Schwämme. Auch der Strand ist lebendig, vor allem wenn die Ebbe einsetzt. Röhrenwürmer und Krabben wühlen sich in den Sand, um den Vögeln zu entgehen. Die sind dennoch ein ums andere Mal bei der Jagd erfolgreich, haben sie doch ihre Jungtiere zu versorgen. Vorgestellt werden unter anderem Tordalke, Dreizehenmöwen und Papageitaucher. Wenn die Flut die Küste erneut erreicht, erwachen die bis dahin erstarrten Wesen, wie die Röhrenwürmer, erneut zum Leben – ein ewiger Kreislauf.

## Produktion
Between the Tides entstand in Zusammenarbeit mit dem Dale Fort Field Centre Pembrokeshire. Erzähler des Films ist Stephen Murray. Der Film erschien 2007 auf DVD.

## Auszeichnungen
Between the Tides wurde 1960 für einen Oscar in der Kategorie Bester Kurzfilm nominiert.